# فيراري 488

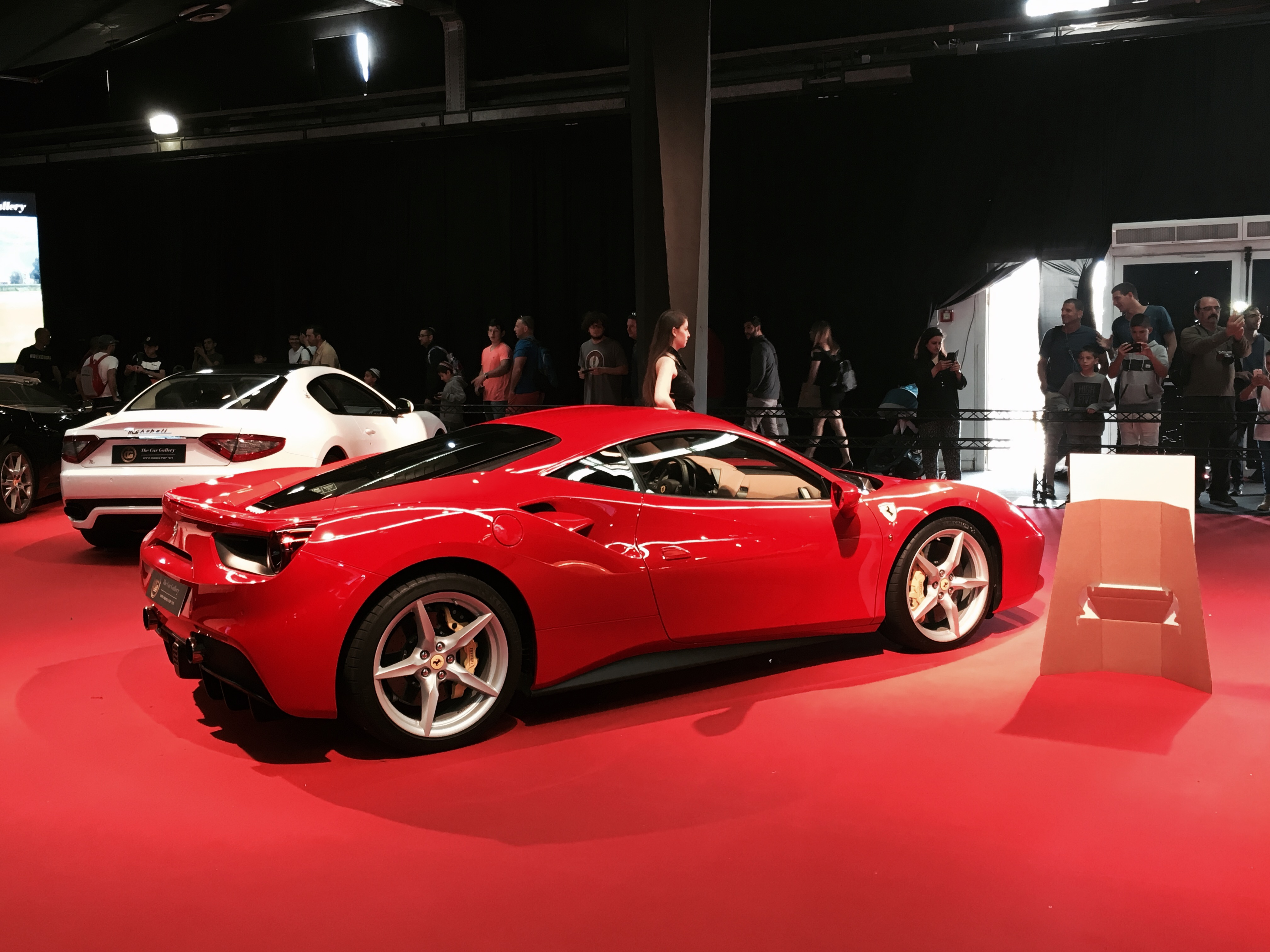
488GTB في تل أبيب، إسرائيل

فيراري 488 (بالإيطالية: Ferrari 488)‏، هي سيارة رياضية بدأت إصدارها عام 2015م، وهي من إنتاج شركة فيراري الإيطالية.

## مصدر
1. ↑  Padeanu، Adrian (3 فبراير 2015). "Ferrari 488 GTB revealed with twin-turbo V8 engine". worldcarfans.com. مؤرشف من الأصل في 2015-08-11. اطلع عليه بتاريخ 2015-02-03.